# لورني كالفرت
لورني كالفرت هو سياسي كندي، ولد في 24 ديسمبر 1952 بموسجاو في كندا. حزبياً، نشط في Saskatchewan New Democratic Party ‏. وقد انتخب عضو المجلس التشريعي من ساسكاتشوان عن دائرة Saskatoon Riversdale ‏ (19 مارس 2001 – 30 يونيو 2009) وانتخب Premier of Saskatchewan ‏ (8 فبراير 2001 – 21 نوفمبر 2007).